# Pselaphochernes hadzii
Espèce
Pselaphochernes hadzii est une espèce de pseudoscorpions de la famille des Chernetidae.

## Distribution
Cette espèce est endémique de Bosnie-Herzégovine. Elle se rencontre sur le Bosanski Maglić.

## Étymologie
Cette espèce est nommée en l'honneur de Jovan Hadži.

## Publication originale
- Ćurčić, 1972 : Pselaphochernes hadzii, nouveau pseudoscorpion des montagnes du sud-est de la Bosnie. Razprave Slovenska Akademija Znanosti in Umetnosti, vol. 15, p. 76-93.